# Чалях
Чалях (цез. ЧаIлйахъ) — село в Цунтинском районе Республики Дагестан. Входит в состав сельского поселения Кимятлинский сельсовет.

## География
Расположено у подножья горы Зиндук, в 3 км к юго-востоку от центра сельского поселения — села Ретлоб и в 22 км к северо-западу от районного центра — села Цунта.

## Население
| 1869 | 1888 | 1895 | 1926 | 1939 | 1970 | 1989 |
| ---- | ---- | ---- | ---- | ---- | ---- | ---- |
| 45   | ↘36  | ↗48  | ↘18  | ↗72  | ↗82  | ↗122 |
| 2002 | 2010 | 2021 |      |      |      |      |
| ↗149 | ↘108 | ↗325 |      |      |      |      |

По данным Всероссийской переписи населения 2010 года — моноэтническое дидойское село.

## Хозяйство
Жители села занимаются преимущественно животноводством.
СПК «Колхоз 40 Лет Октября».